# کستایک جانکشن (کالیفرنیا)
کستایک جانکشن (به انگلیسی: Castaic Junction) یک منطقهٔ مسکونی در ایالات متحده آمریکا است که در شهرستان لس‌آنجلس، کالیفرنیا واقع شده‌است. کستایک جانکشن ۳۰۹٫۹۹ متر بالاتر از سطح دریا واقع شده‌است.